# Amara convexior
Amara convexior là một loài bọ chân chạy bản địa của châu Âu.